# Железнодорожная катастрофа в Мерано
Железнодорожная катастрофа в Мерано или крушение в Мерано — катастрофа, произошедшая 12 апреля 2010 года, когда поезд сошел с рельс между Лачесом и Кастельбелло, недалеко от Мерано, Италия. В результате девять человек погибли, а двадцать восемь получили ранения.

## Происшествие
В 9:03 по местному времени (7:03 UTC) в Кастельбелло-Чардес после оползня сошел с рельс двухэтажный пассажирский поезд Stadler GTW, владельцем которого являлась компания STA Südtiroler. После катастрофы девять человек погибли, а еще 28 получили ранения, семь из них — серьезные.
Считается, что оползень, который, как сообщается, послужил причиной схождения поезда с рельс, был вызван взрывом ирригационной трубы или непреднамеренно оставленным открытым клапаном. Поезд совершал региональный маршрут, следуя по железной дороге между Маллесом и Мерано по линии Финшгау, которая вновь была открыта в 2005 году.
Итальянское агентство ANSA сообщило, что один из трех вагонов поезда вследствие оползня был заполнен грязью, а спасателям пришлось лихорадочно копать лопатами и кирками, чтобы пытаться добраться до жертв катастрофы. Репортер телеканала Sky Italia сообщил, что из обломков поезда поднимался дым, а над ним летали вертолеты.
Железная дорога была оборудована усовершенствованными датчиками для остановки поездов в случае оползней, но они не смогли сработать, потому что оползень произошел во время непосредственного прохождения поезда под ним.
Ведется расследование, почему лопнула ирригационная труба. Консорциум местного акведука отрицает возможность того, что оползень произошел в результате данного явления, так как это небольшая труба (диаметром 65 мм) работала без перебоев примерно до 8:00 по центральноевропейскому летнему времени.